# Proost (ambt)
Een proost (lat: praepositus) is een geestelijk leider van een rooms-katholieke instelling, tegenwoordig vooral in Vlaanderen maar in het verleden ook in Nederland. Men vindt de ambtstitel in uiteenlopende organisaties en bevoegdheden:
- Als priester en geestelijke begeleider die een katholieke organisatie inspireert of voor het spirituele aspect van de vereniging zorgt. Het is niet uitzonderlijk dat een katholieke jeugdbeweging (zoals KSA, Chiro, KAJ, de vroegere VVKSM), een vakbond (bijvoorbeeld ACV), een volwassenenorganisatie (zoals Boerenbond, KAV, KWB, OKRA), een werkgeversorganisatie (bijvoorbeeld VKW), een belangenorganisatie (bijvoorbeeld KVG), een turnkring of een studentenclub zijn eigen proost heeft. In Nederland kwam deze functionaris ook voor, maar werd dan moderator genoemd.
- In een tijd van priestergebrek wordt de functie meer en meer waargenomen door leken, die dan bijvoorbeeld "volwassenbegeleider" of "pastoraal verantwoordelijke" worden genoemd.
- Als een priester voor een geestelijke instelling die zelf geen priesters heeft: zoals een priorij van kloosterzusters of een wereldlijk kapittel (de instelling heette dan een proosdij).
- Een abt van een mannenklooster der premonstratenzers of norbertijnen werd in de middeleeuwen doorgaans 'proost' genoemd.
- Als domproost en voorzitter van het domkapittel.
- Als plaatsvervanger van een leider van een geestelijke gemeenschap, wiens institutionele zetel op een andere plaats is gevestigd, bijvoorbeeld een vervanger van een abt die niet in zijn eigen abdij zetelt.
- Soms ook als synoniem voor een aalmoezenier met een bredere gemeenschapstaak, bijvoorbeeld als priester in een burgerlijke organisatie die daar als geestelijk leidsman optreedt, zoals in een gevangenis, een legereenheid of een ziekenhuis.
- Als deken van een decanaat of proosdij in de Groninger Ommelanden en westelijk Oost-Friesland tot het einde van de zestiende eeuw. De meeste dekanaten (met uitzondering van Humsterland, Baflo, Hatzum en Weener) waren particulier eigendom en werden bestuurd door wereldlijke proosten uit adellijke families. In het Verdrag van Coevorden van 1530 werd echter vastgelegd dat hun taak zou worden waargenomen door kerkelijke commissarissen.

Het woord is etymologisch verwant aan 'provoost'.